# Gann (Schiff, 1982)
Die Gann ist ein ehemaliges Schiff der Hurtigruten, das von Januar 1982 bis Februar 2007 als Narvik im Liniendienst an der Küste Norwegens eingesetzt wurde. Die Gann dient aktuell als Schulschiff.

## Allgemeines
Die 1981 bei Trondhjems Mekaniske Verksted gebaute Narvik wurde Anfang des Jahres 1982 in Dienst gestellt. Größere Umbauten erfolgten in den Jahren 1989 und 1995, wobei die Narvik im Zuge des ersten Umbaus ein völlig umgebautes Achterschiff mit zusätzlichen Kabinenkapazitäten und bei dem zweiten Umbau einen Panoramasalon erhielt.

## Zahlen und Ausstattung

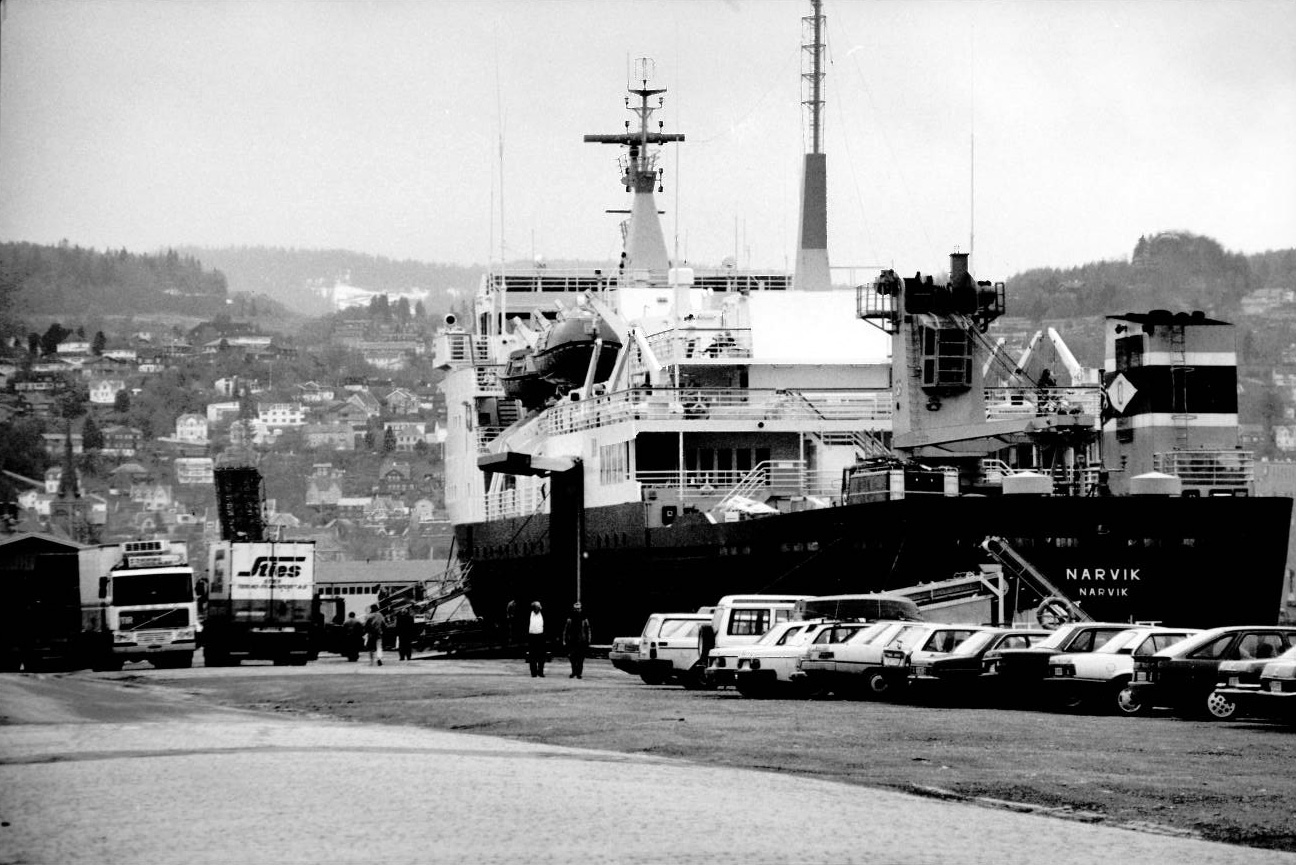
Heckansicht vor dem Umbau 1989

Die Narvik war 108,6 m lang und 16,5 m breit und verfügte seit dem Umbau im Jahre 1989 über sieben Decks und bot damit Platz für 550 Passagiere. Es gab 310 Betten in 150 Kabinen. Alle Kabinen waren mit Dusche und WC ausgestattet. Die Bruttotonnage betrug 6257 BRZ, die Höchstgeschwindigkeit lag bei 18 Knoten. Die 40 Stellplätze für Pkw auf dem Schiff konnten über eine seitliche Rampe in der Bordwand erreicht werden. Die Ausstattung entsprach einem zeitgemäßen, kleineren Kreuzfahrtschiff, es gab zwei Restaurants, ein Bistro, Aufenthaltsräume, einen Fitnessraum, eine Sauna und Wellness-Center.

## Name

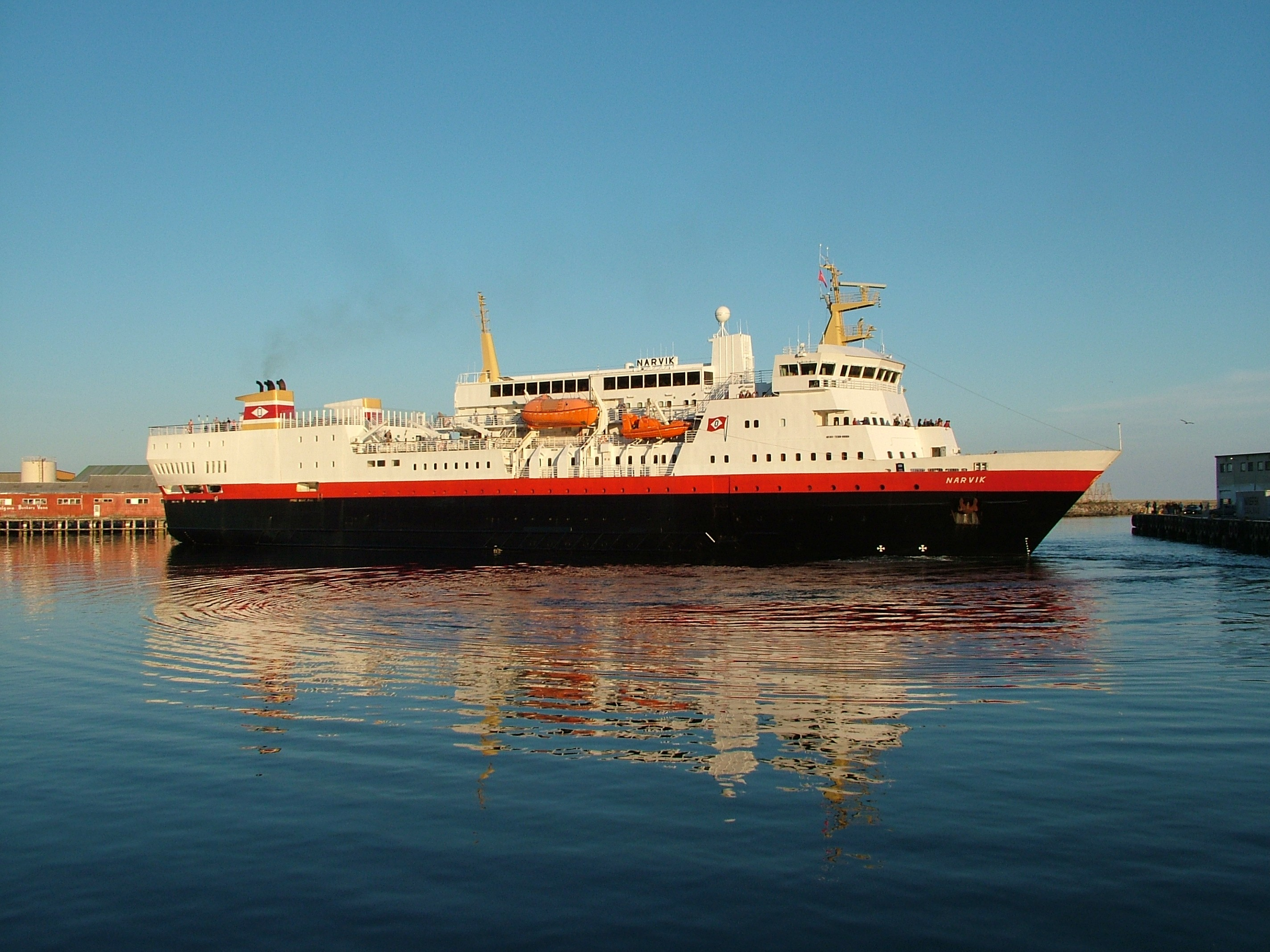
Als Narvik in Svolvær, 2005

Benannt war das Schiff nach der norwegischen Stadt Narvik. Es war neben der Alta eines von bisher zwei Schiffen der Hurtigruten, die den Namen einer Stadt getragen haben.

## Verbleib
Am 21. Februar 2007 beendete die Narvik ihren Liniendienst bei der Hurtigruten und wurde als Schulschiff Gann (VI) für 62 Millionen Norwegische Kronen (ca. 7,5 Mio. €) an einen neuen Eigner, die Rogaland videregående sjøaspirantskole verkauft. In ihrer neuen Funktion löst sie die alte Gann ab. Diese war ebenfalls ein ausgemustertes Hurtigruten-Schiff, die Ragnvald Jarl, die nach mehreren Eigner- und Namenswechseln 2020 wieder auf ihren ursprünglichen Namen zurückgetauft wurde.

## Schwesterschiffe
Schwesterschiffe sind die Vesterålen und die National Geographic Explorer, die als Midnatsol (III) gebaut wurde und zum Ende ihres Einsatzes bei Hurtigruten den Namen Lyngen trug.

## Bilder

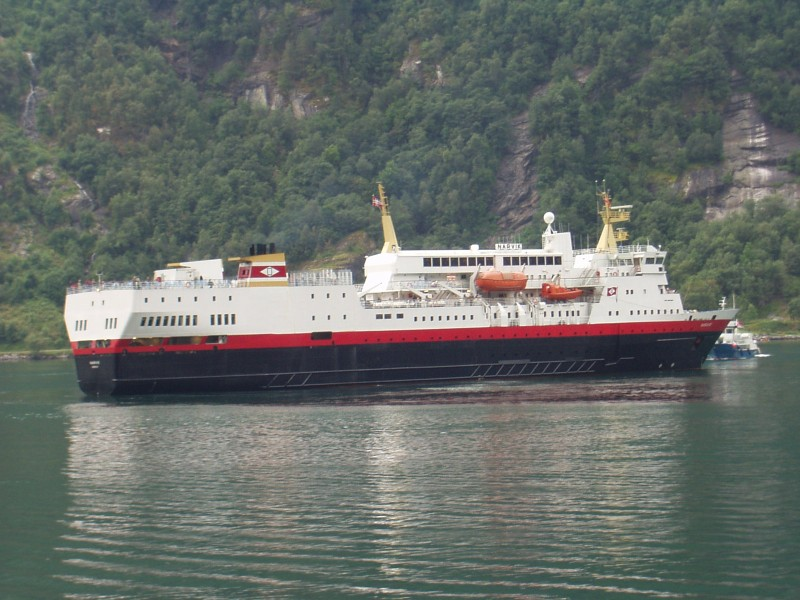
Narvik im Geirangerfjord
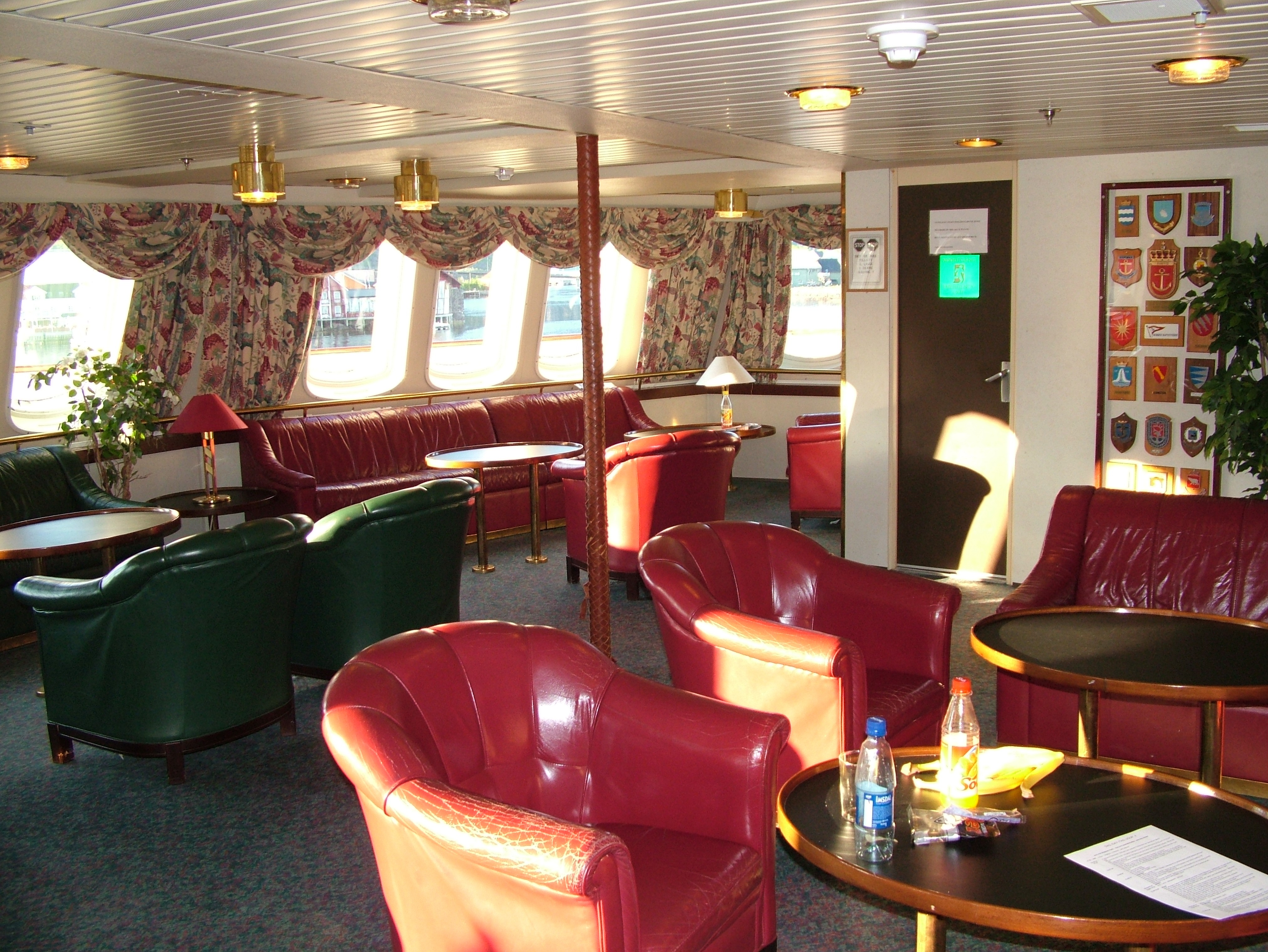
Der Salon der Narvik
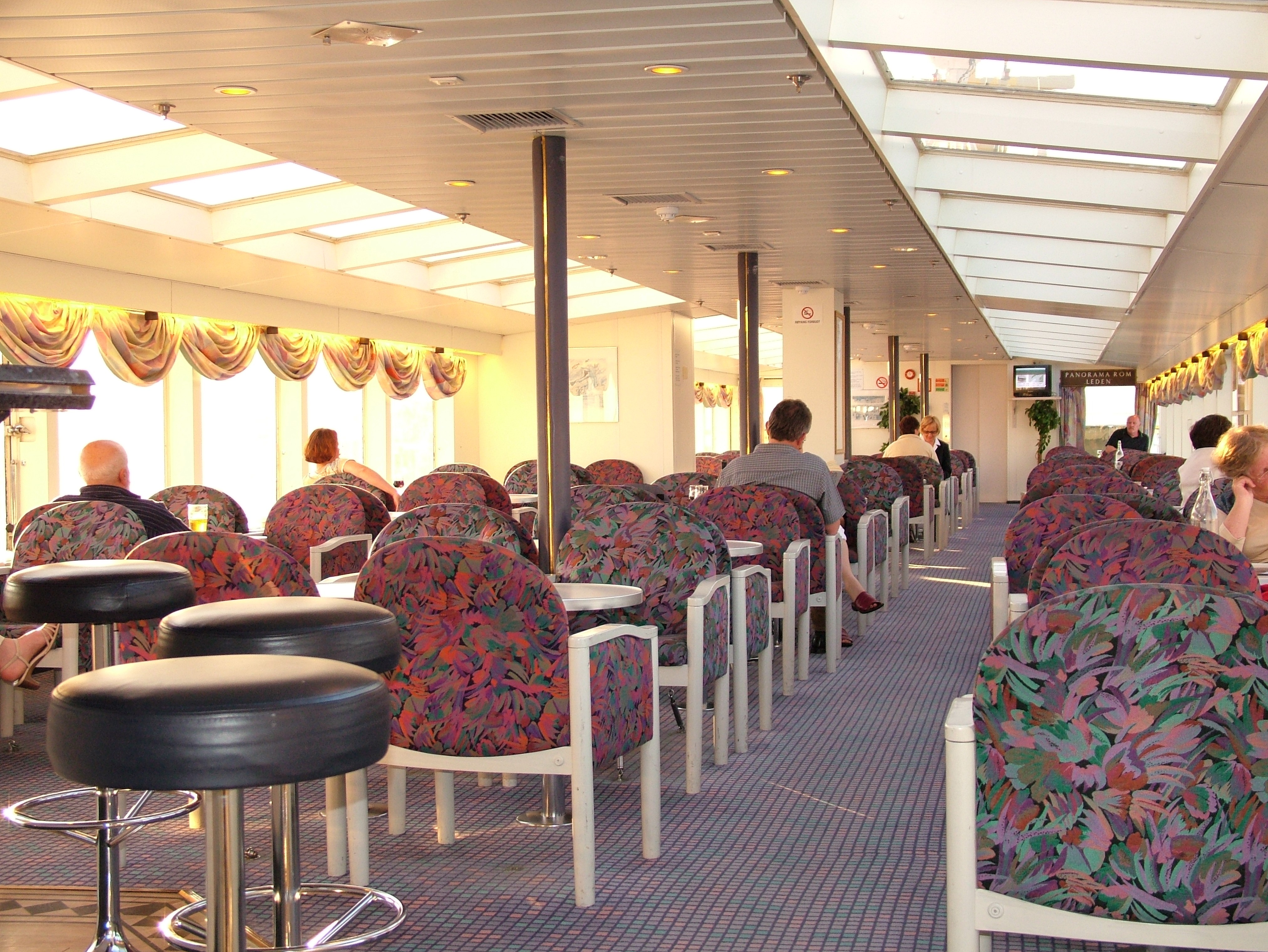
Panoramadeck der Narvik
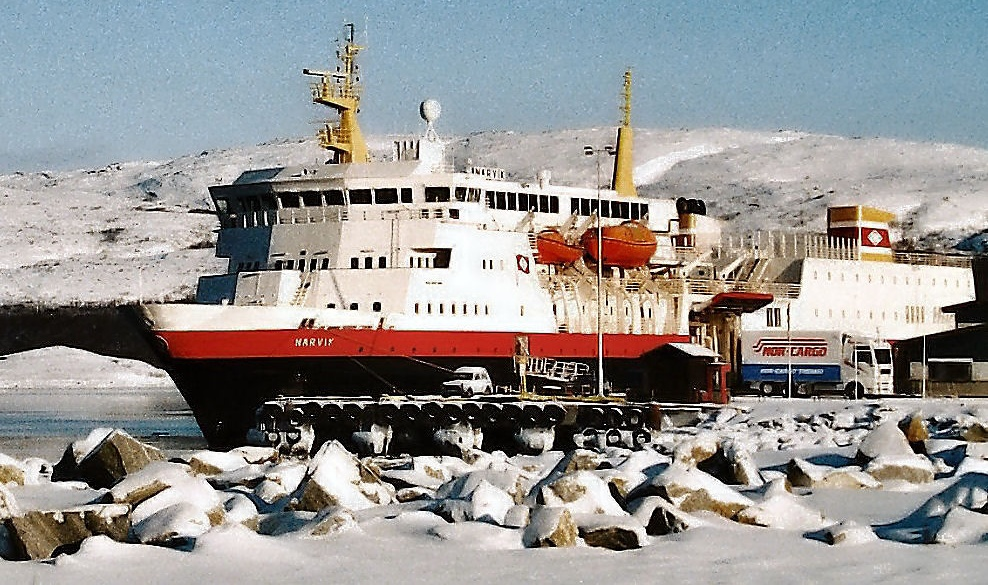
Narvik in Kirkenes